# Église catholique du Pays de Vaud

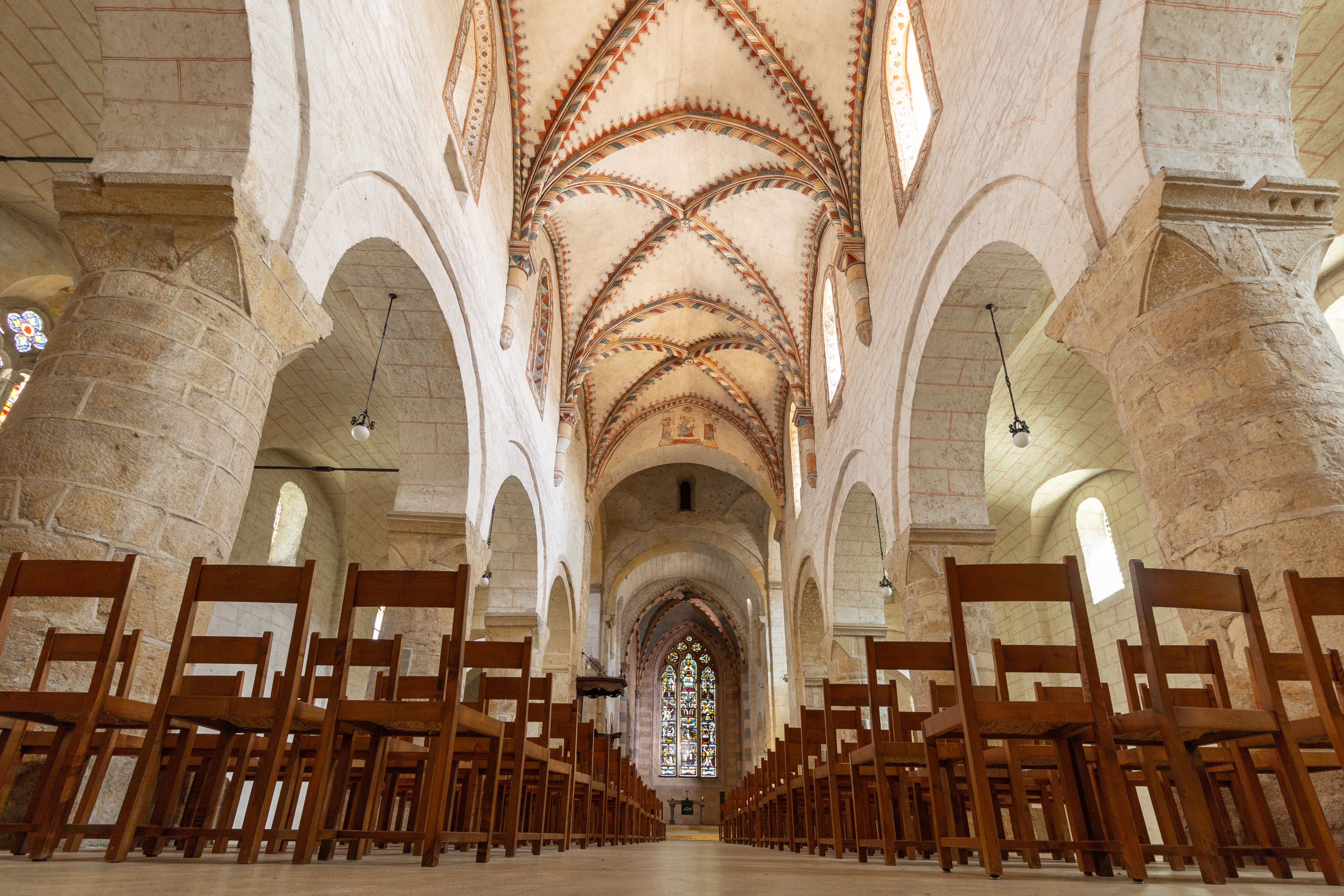
L'interieur de l'abbatiale de Romainmôtier, église de l'ancien monastère bénédictin, temple réformé depuis 1536.

L'histoire de l'Église catholique du pays de Vaud est complexe.
Si jusqu'à la fin du Moyen Âge, sa réalité a été la même que celle d'un grand nombre de diocèses de Suisse et d'Europe, la situation a changé en 1528 puis 1536 lorsque les terres qui sont actuellement celles du canton de Vaud depuis 1789-1803, sont toutes passées sous domination bernoise. En effet, dès 1536, le pays de Vaud, à l'instigation des autorités du canton de Berne, adopte la Réforme protestante à l'exception du district d'Orbe-Échallens qui va connaître une forme de mixité et de tolérance confessionnelle.
Au début du XIXe siècle, le catholicisme refait son apparition dans le canton de Vaud. Il faudra néanmoins attendre la nouvelle Constitution vaudoise pour qu'une parfaite égalité financière, juridique et constitutionnelle place l'Église catholique vaudoise et la communauté israélite à égalité avec l'Église évangélique réformée du canton de Vaud.

## Histoire

### La Réforme protestante
En 1476, le duché de Savoie perd de son influence dans ce qui constitue aujourd'hui le Chablais suisse. Profitant de cette situation, le canton du Valais et le canton de Berne envahissent le Chablais. Si de Martigny à Massongex, le Chablais devient valaisan, Berne s'installe dans les Madements d'Aigle, Ollon, Bex et les Ormonts. Si au cours de ce conflit, la paroisse de Bex se met sous protection bernoise, le Madement d'Ollon est quant à lui conquis par le canton de Berne en 1476. En 1528, c'est donc logiquement que les autorités bernoises imposent la Réforme protestant à ce Mandement tout comme à l'ensemble des territoires bernois.
Dans le Mandement bernois d'Aigle, le culte catholique a donc été interdit en 1528. La messe a été supprimée à Ollon le 2 mars 1528.

### Conquête du pays de Vaud et du pourtours du lac Léman: 1536
Après l'instauration de la Réforme protestante dans le Mandement bernois d'Aigle, le canton de Berne va poursuive son extension territoriale tout autour du bassin lémanique et en direction du canton de Fribourg. En 1536, en même temps que les avancées de l'armée bernoise, la Réforme protestante est étendue à tous le pays de Vaud, une partie du pays de Chablais et le pays de Gex. An final, dans le pays de Vaud, le culte catholique ne fut maintenu que dans le bailliage d'Orbe-Échallens (soit dans les paroisses d'Assens, de Bottens et d'Échallens) qui était un des bailliages communs de Berne et Fribourg.

### Réforme protestante dans le pays de Vaud : 1536

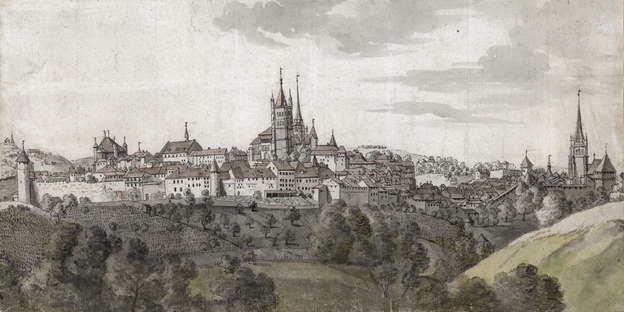
Vue de la ville de Lausanne vers 1725 (artiste inconnu).

### Le culte catholique dans l'ensemble du canton de Vaud

#### Naissance des paroisses catholiques hors du district d’Échallens
Il est important de noter que la Constitution vaudoise liés à de l'Acte de Médiation de 1803, ne garantissait la liberté de culte qu'aux communions établies dans le canton.
Dans le Canton de Vaud, à la suite de l'émigration de l'intérieur et de l'extérieur du territoire cantonal, le culte catholique est à nouveau autorisé en 1810 pour autant que les lieux de culte ne soient pas trop visibles – donc sans clocher ni cloches - mais il n'est pas encore question de tolérance religieuse.
Sous le régime de cette loi de 1810, l'Église catholique fonda de nombreuses paroisses situées sur le diocèse de Lausanne, Genève et Fribourg mais aussi sur le diocèse de Sion.
- Lausanne
- Nord Vaudois
- La Côte

##### Est vaudois: Riviera vaudoise et Chablais vaudois
Dans le district d'Aigle, les érections d'églises et de paroisses sont les suivantes : Aigle, Leysin, Les Diablerets, Villars-sur-Ollon, Gryon, Roche, Bex, Lavey, Ollon et les Plans-sur-Bex.

#### Érection de lieux de culte et sonneries des cloches
En 1878, une loi autorisa les catholiques à construire des clochers et faire sonner les cloches. Mais cette autorisation était souvent accompagnée de restrictions et il fallait au préalable demander l’autorisation du pasteur ou des autorités politiques de la commune. Et, contrairement à ce que beaucoup croient, ce n’est pas l’église du Valentin de Lausanne qui fut la première église à actionner ses cloches (en 1948), mais l’église catholique d’Aigle. C’est en effet en 1878 que le Père Becque et ses paroissiens ont envoyé une pétition au Grand Conseil vaudois afin de pouvoir installer et faire sonner leur cloche « Béatrix  ». C’est ainsi qu’en 1879, Adrien Jardinier, évêque du diocèse de Sion, put la bénir et les fidèles l’entendre sonner. Il fallut attendre 1970 pour que le statut des catholiques change profondément et ce n’est qu’en 2003 (Constitution vaudoise de 2003) que l’église catholique obtient une totale égalité de droit avec l’église évangélique réformée du canton de Vaud. En 2007, une nouvelle législation précise les relations entre les églises et l'État de Vaud.

## Les catholiques dans le canton de Vaud: un canton, deux diocèses

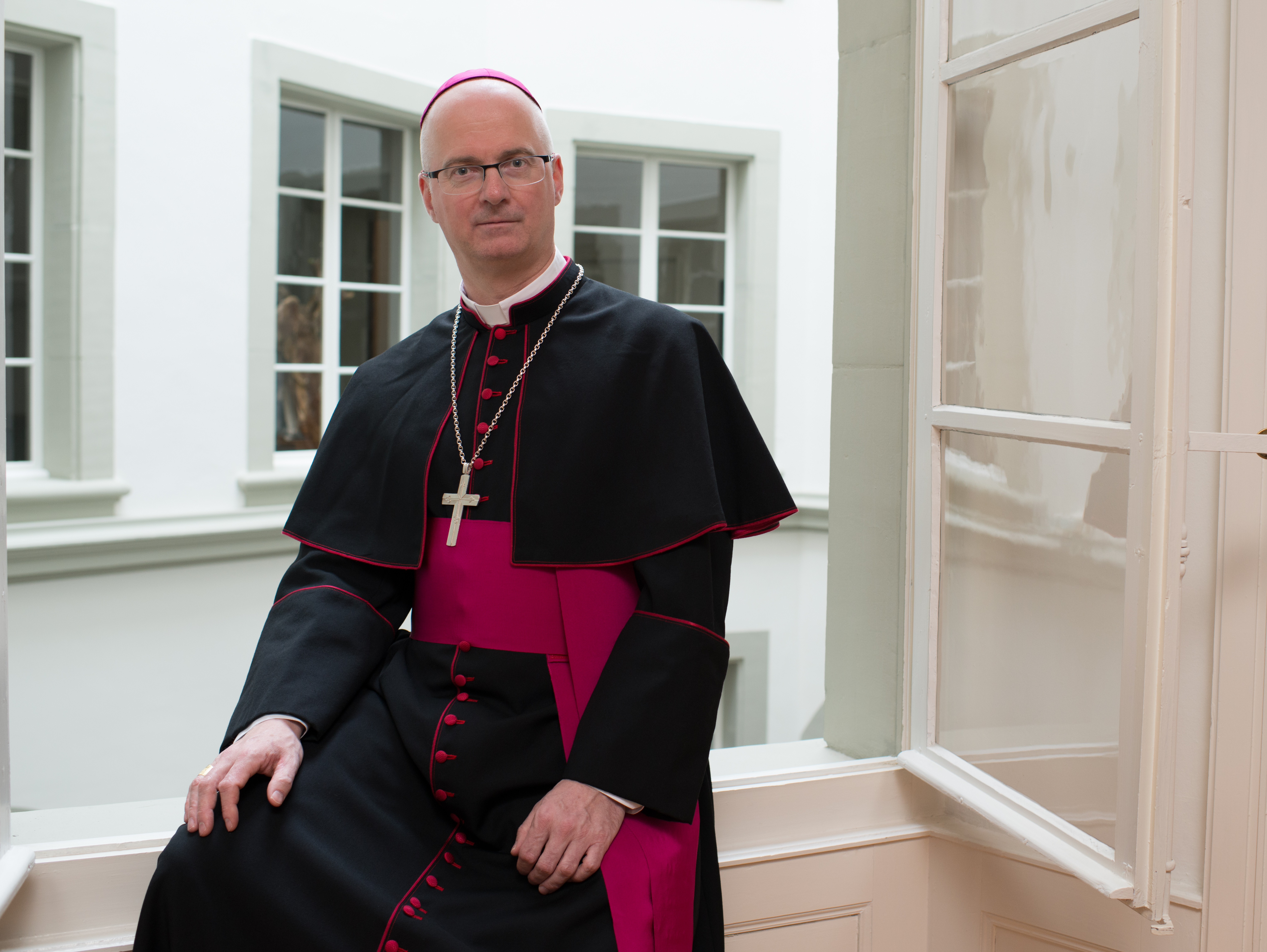
Charles Morerod, dominicain et évêque du diocèse de Lausanne, Genève et Fribourg (né en 1961, nommé en 2011).

Le diocèse de Lausanne, Genève et Fribourg (LGF) et le diocèse de Sion ont la responsabilité des 54 paroisses catholiques du canton de Vaud. Les paroisses de l’Evêché LGF sont regroupées en 16 Unités pastorales et celles du Chablais vaudois réunies dans le secteur d’Aigle. Ces 17 regroupements sont placés sous la responsabilité directe d’un curé-modérateur et d’une équipe pastorale de prêtres et laïcs. Administrativement, les 54 paroisses sont membres de la Fédération ecclésiastique catholique romaine du canton de Vaud (FEDEC-VD).

### Liste des paroisses du diocèse de Lausanne, Genève et Fribourg

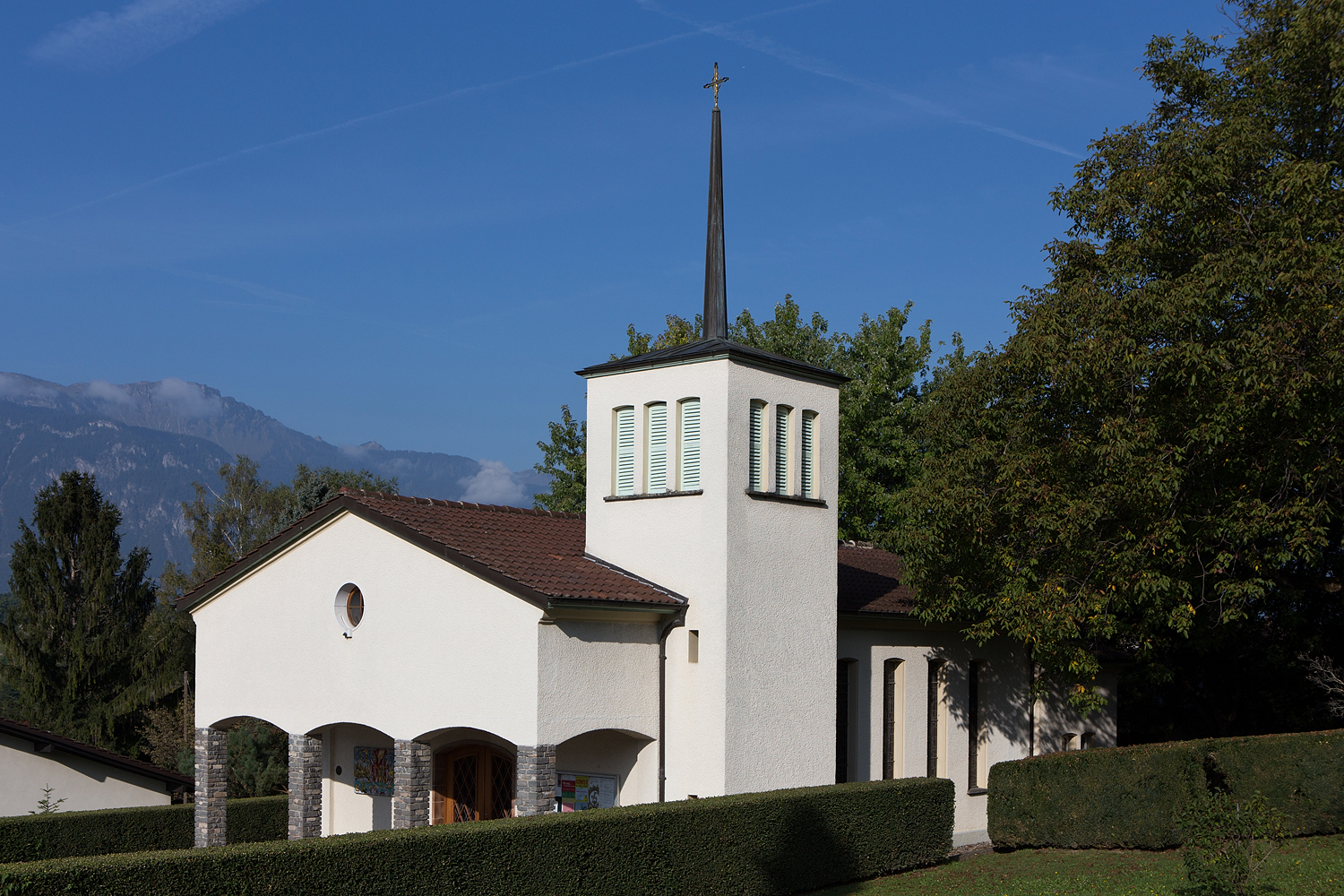
Église catholique d'Ollon, dite église Saint-Victor, construite en 1950.

À l'exception du décanat d'Aigle, l'ensemble des paroisses catholiques vaudoises dépendent du diocèse de Lausanne, Genève et Fribourg et du Vicariat épiscopal de Lausanne.
En 2015, l'ensemble des secteurs paroissiaux est :
- Chasseront-Lac soit : Yverdon, Grandson et Sainte-Croix.
- Dent-de-Vaulion soit : Vallée de Joux, Vallorbe, Orbe et Cossonay.
- Grand-Vevey soit : Vevey Notre-Dame et Vevey Saint-Jean.
- Gros-de-Vaud soit : Assens, Villars-le-Terroir, Bottens, Echallens, Saint-Barthélémy et Poliez-Pittet.
- L'Orient soit : Lutry, Saint-Rédempteur-Lausanne, Cully Bourg-en Lavaux et Pully.
- La Venoge-L'Aubonne soit : Aubonne, Saint-Prex, Rolle et Morges.
- Lausanne Lac soit : Sacré-Cœur Lausanne et Sainte-Thérèse (Montoie) Lausanne.
- Lausanne-Nord soit : Saint-Nicolas Lausanne et Saint-Étienne Lausanne.
- Notre-Dame soit : Saint-Esprit Lausanne, Notre-Dame Lausanne, Saint-André Lausanne et Saint-Amédée Lausanne.
- Notre-Dame de Tours soit : Avenches-Cudrefin.
- Nyon-Terre Sainte soit : Nyon et Founex.
- Prilly-Prélaz soit : Prilly et Saint-Joseph de Lausanne.
- Renens-Bussigny soit : Renens et Bussigny.
- Riviera-Pays d'En-Haut soit : Montreux, Villeneuve, Château d'Oex et Clarens.
- Saint-Barnabé soit : Payerne et Granges-Marnand.
- Saint-Pierre Les Roches soit : Lucens, Oron et Moudon.

#### Liste des paroisses du diocèse de Sion
Seul de décanat d'Aigle relève de la juridiction du diocèse de Sion et, en 2015, ces paroisses sont desservies par les chanoines réguliers de l'Abbaye de Saint-Maurice.
- Décanat d'Aigle[30] soit : Aigle, Roche, Ollon, Bex, Lavey, Villars-sur-Ollon (qui englobe aussi Gryon) et Leysin (qui englobe Les Diablerets).

### Protestantisme
- M. W. Bruening, Le Premier Champ de bataille du clavinisme, Lausanne, éditions Antipodes, 2011, 309 p..
- F. M. Burgy, « Iconoclasme et Réforme chez les chroniqueurs de Genève et du Pays de Vaud », Nos Monuments d'art et d'histoire, vol. 35, no 2,‎ 1984, p. 323-330.
- R. Centlivres, Histoire de l'Église réformée vaudoise sous le régime helvétique 1798-1803, Lausanne, coll. « Bibliothèque historique vaudoise » (no 55), 1975, 149 p.
- R. Centlivres et J.-J. Fleury, De l'Église d'État à l'Église nationale 1839-1863, Lausanne, coll. « Bibliothèque historique vaudoise » (no 35), 1963, 231 p.
- M. Fontannaz, Les cures vaudoises, Lausanne, coll. « Bibliothèque historique vaudoise » (no 84), 1978, 455 p.
- M. Grandjean, Les temples vaudois, Lausanne, coll. « Bibliothèque historique vaudoise » (no 89), 1988, 667 p.
- H. Vuilleumier, Histoire de l'Église réformée du canton de Vaud sous le régime bernois (4 volumes), Lausanne, 1927-1933.

### Catholicisme
- B. Andenmattent, L. Ripart (sous la direction de), L'Abbaye de Saint-Maurice d'Agaune (515-2015), Volume 1 : Histoire et archéologie, Berne, 2015, 503 p.
- P. A. Mariaux (sous la direction de), L'Abbaye de Saint-Maurice d'Agaune (515-2015), Volume 2 : Le Trésor, Berne, 2015, 440 p.
- G. Bedouelle, F. Walter, Histoire religieuse de la Suisse : la présence des catholiques, Paris/Fribourg, 2000.
- E. Bessi, Étude de l'ouvrage du P. Charles de Genève "Les Trophées sacrés ou Missions des Capucins en Savoie, dans l'Ain, la Suisse romande et la Vallée d'Aoste, à la fin du XVIe siècle et au XVIIe siècle", Fribourg, 2002, 116 p.
- R. Campiche, I. Becci, Les relations entre les Églises et l'État en modernité tardive, Lausanne et Berne, 1999, 15 f.
- Commission catholique pour l’œcuménisme, comité de dialogue protestants catholique de l’Église évangélique réformé du canton de Vaud, Un pour tous, tous pour un ! Réflexions sur l'œcuménisme en terre vaudoise, [Lausanne], 1997, 78 p.
- Convention arrêtant les directives sur l'utilisation des lieux de culte entre l'Église évangélique réformée du canton de Vaud au nom de laquelle agit son Conseil synodale d'une part, et l'Église catholique romaine au nom de laquelle agit le vicariat épiscopal pour le canton de Vau d'autre part, Lausanne, 1984, [5] p.
- C. G. d'Egliseneuve, Justification de l'Église catholique, apostolique et romaine : conséquences rigoureusement nécessaires des principes de M. le Ministre Curtat, consacrés par le Grand Conseil du canton de Vaud, 1826, 31 p.
- M. C. Duru, Mes conseils à l'abbé Nicod, d'Echallens, docteur en théologie, concernant une seconde pétition à présenter au Grand-Conseil du L. Canton de Vaud, pour suppléer à l'absence de conclusions de celle qui fut écartée à ce défaut, le 20 mai 1929, Rougemont, 1830, 16 p.
- Église catholique dans la canton de Vaud, Guide des professions en église, Lausanne, 2014, [12] p.
- Église catholique et État en Suisse, Libero Gerosa, René Pahud de Mortanges (éds), Coll. : Freiburger Veröffentlichungen zum Religionsrecht no 25, Zürich, 2010, 330 p.
- FEDEC-VD, Relai : journal de réflexions et d'informations de l'Église catholique dans le canton de Vaud, Lausanne.
- A. Catto [et al.], L'Église catholique en pays de Vaud, Lausanne, 1984, 79 p.
- FEDEC, Structures de l'Église catholique romaine dans le canton de Vaud à partir de Vatican II, des options préférentielles et de la planification pastorale diocésaines, en application de la nouvelle Constitution vaudoise, document approuvé par Mgr Genoud, 2005, 20 p.
- Fédération ecclésiastique catholique romaine du canton de Vaud : 1964-2014 [Lausanne], 2014, 83 p.
- P. Gonzales, Faire parler les chiffres : analyse de la situation socio-pastorale de l'Église catholique dans le canton de Vaud, [Fribourg], [1995], 118 f.
- PH. Gradaz, Le statut de l'Église catholique romaine dans le canton de Vaud, in Église catholique et État en Suisse, Zürich, 2010, p. 241-252.
- A. Hengartner, Contribution à l'étude du diocèse de Lausanne, Genève et Fribourg et l'Église catholique romaine dans le canton de Vaud, Lausanne, 1929, 120 p.
- A. Hengartner, Le diocèse de Lausanne, Genève et Fribourg et l'Église catholique romaine dans le Canton de Vaud, 1929, 120 p.
- A. Loretan (sous la direction de), Rapports Église-État en mutation : la situation en Suisse romande et au Tessin, Fribourg Suisse, Coll. : Freiburger Veröffentlichungen aus dem Gebiete von Kirche und Staat no 49 1997, 226 p.
- L. Marcel, Un mot sur la liberté du culte catholique dans le Canton de Vaud, Nyon, 1844, 22 p.
- Pastorale d'animation jeunesse de l'église catholique dans le canton de Vaud (PASAJ), À toi la parole. 48 jeunes du canton de Vaud se racontent : extraits choisis, Lausanne, 2013, 330 p.